# Неделищки манастир
Неделишкият манастир „Свети Атанасий Александрийски“ е разположен в северните разклонения на Завалска планина, на около километър северно от село Дреатин (до 1949 г. селото е било махала на село Неделище). До манастира води черен път, който се отклонява на около колометър преди Дреатин, вдясно.
Манастирът е основан през XVI век. Още от времето на Османската империя манастирът е играел ролята както на духовен, така и на просветен център в района на село Неделище (от 35 години селото не съществува на картата на България). Три пъти разрушаван, манастирът е възстановяван от родолюбивото българско население на близките села. Последното възстановяване на манастира датира от 1832 година. Ако се съди по запазения възпоменателен надпис на южната стена на черквата, манастирът бил възобновен през 1846 г.
През XIX век Неделишкият манастир „Св. Атанасий Александрийски“ е най-големият манастир в Драгоманския край. В средата на XIX век в него е открито първото килийно, а впоследствие класно училище за региона. Училището се запазва като такова, до средата на ХХ век, когато е построена прогимназията в село Габер, находяща се на около десетина километра от манастира. За последно монах е имало до 1959 г., когато манастирът попада в района на Първа гранична зона, в непосредствена близост до кльона на Югославската граница. След кончината на монаха, в манастира се разпореждат хора отглеждащи домашни животни: телета, пилета, овце, кози, прасета.
В средата на 90-те години на миналия век манастирът е изоставен окончателно и се е намирал в изключително окаяно състояние. От някогашния манастир днес са оцелели манастирската черква, една жилищна сграда пред разпадане и останките на други постройки. През периода май 2013 – март 2014 година е извършена реконструкция и ремонт на манастира, подобряване на прилежащите му пространства, включително вертикална планировка от ЦЕРБ. Официалното откриване на обновения и реставриран манастир става на 10.10.2015 година.
Манастирската черква с размери 18,20 х 6,80 м е еднокорабна, триконхална, безкуполна сграда. Строена изцяло с камък, тя се състои от просторен наос и малко преддверие. От западната страна черквата завършва с масивна открита нартика. Първоначално стените и сводът на черквата били гладко измазани с вар. Впоследствие, след Освобождението, живописецът Гига Симеонов от близкото с. Цацаровци украсява черквата и откритата нартика със стенописи през 1879-1882 година. Гига Симеонов не бил достатъчно школуван живописец и създадените от него стенописни изображения нямат особено голяма художествена стойност. Отвън, наред с естествената мозаечна пъстрота на каменния градеж, стените на черквата са украсени и с различни каменни релефи от майстори зидари от с. Пещера, Радомирско - това са изображения на „св. Георги“ на кон с ход надясно и „св. Димитър“ на кон с ход наляво, и трети релеф, изобразяващ светец, държащ в дясната си ръка кръст, а в лявата питка.  Над входната врата е изобразен колан от женска народна носия с пафти. Релефите са изваяни примитивно, но доста оригинално и са разкрасени с растителни мотиви, небесни светила и ангелски изображения.
Интерес предизвиква и дърворезбованият иконостас на черквата. Олтарните двери, които са били останали от иконостаса на старата манастирска черква, липсват, както и почти всички икони.
Манастирът е обявен за паметник на културата.